# Mammillaria zeilmanniana
Mammillaria zeilmanniana là một loài thực vật có hoa trong họ Cactaceae. Loài này được Boed. mô tả khoa học đầu tiên năm 1931.

## Hình ảnh

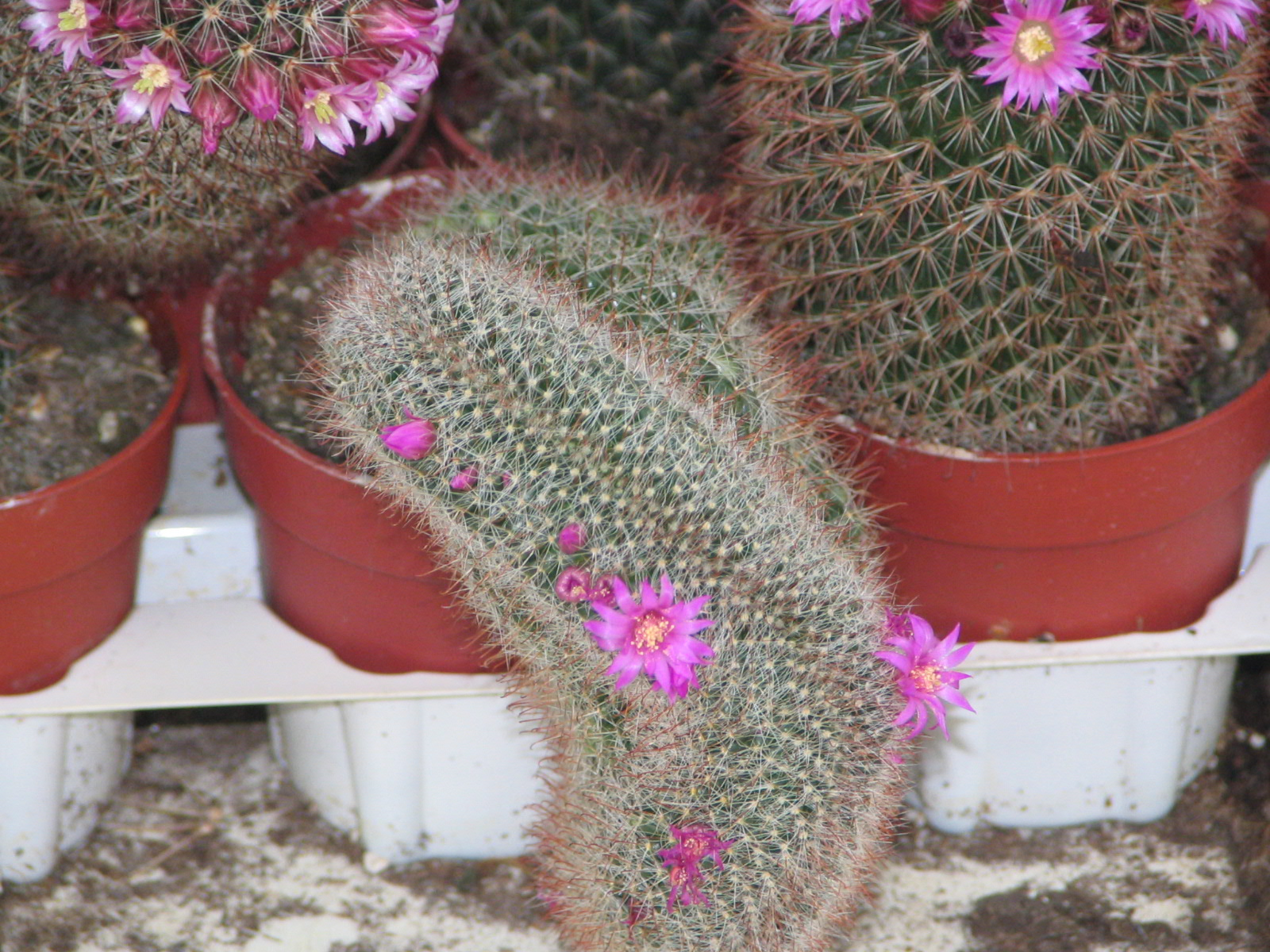
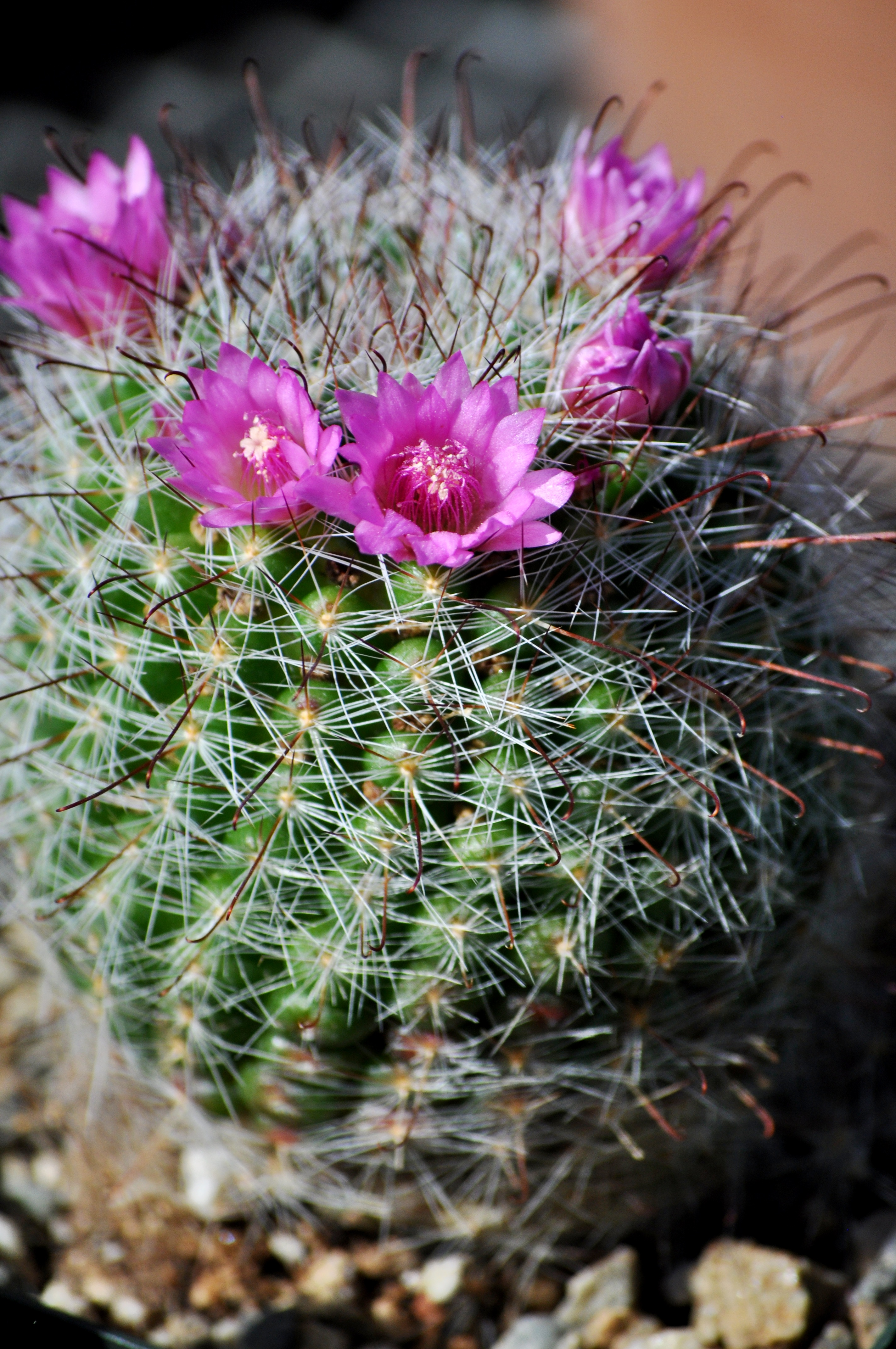
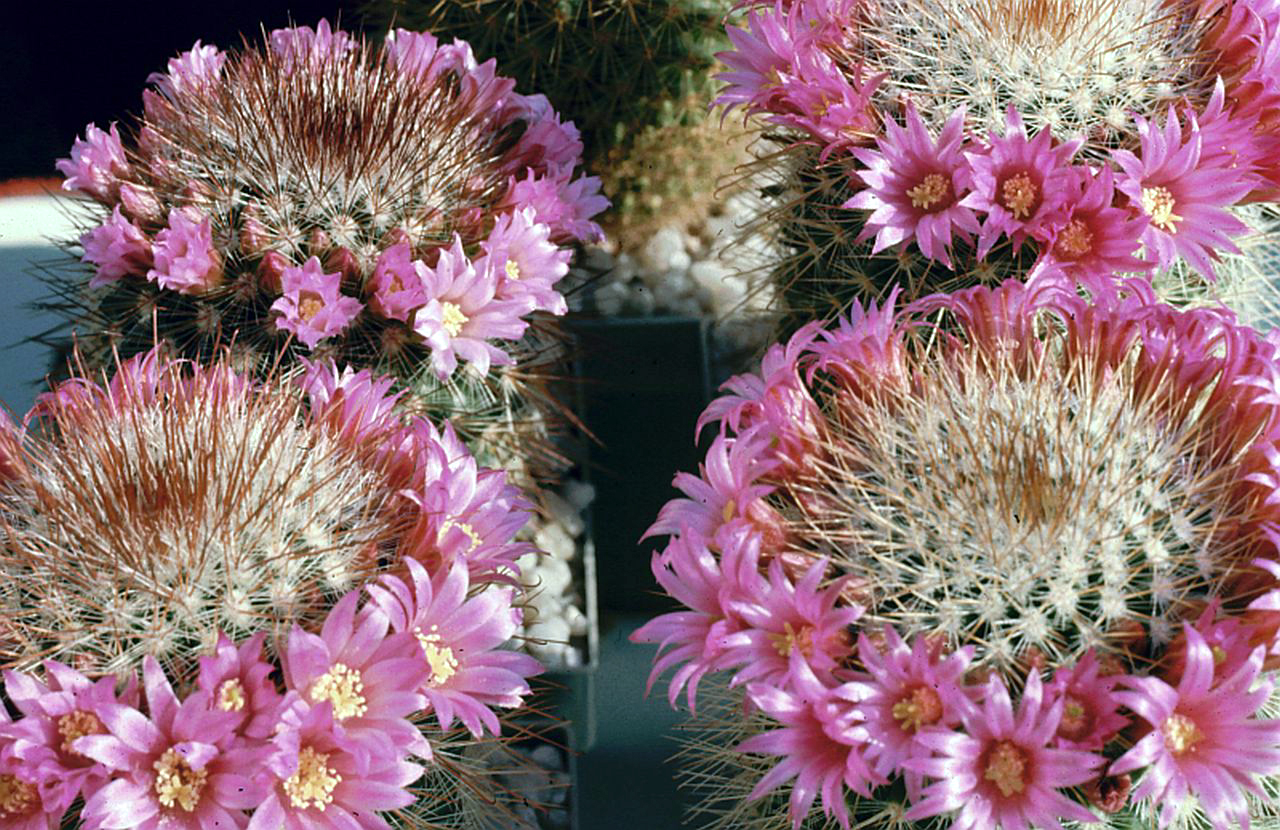
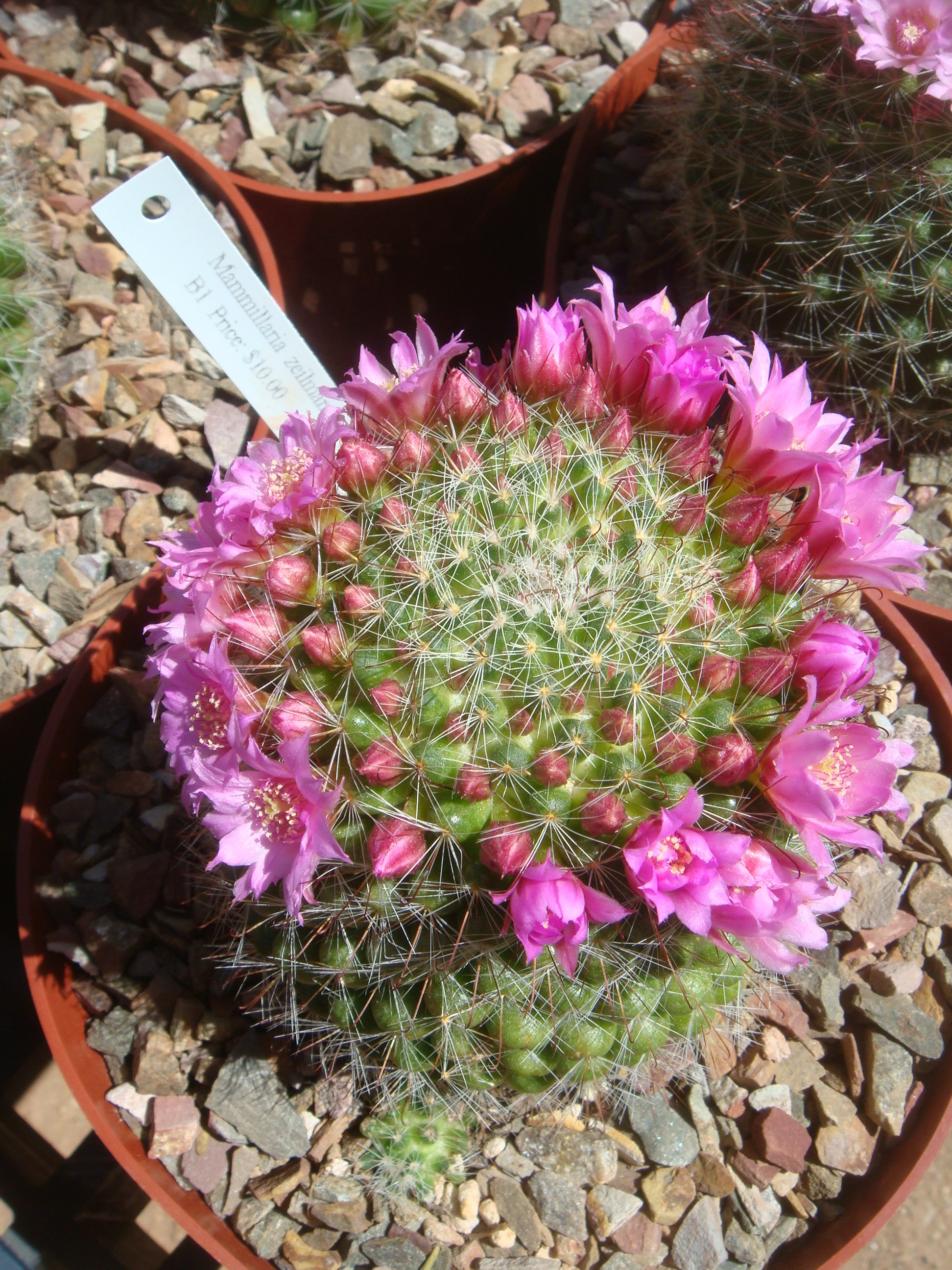
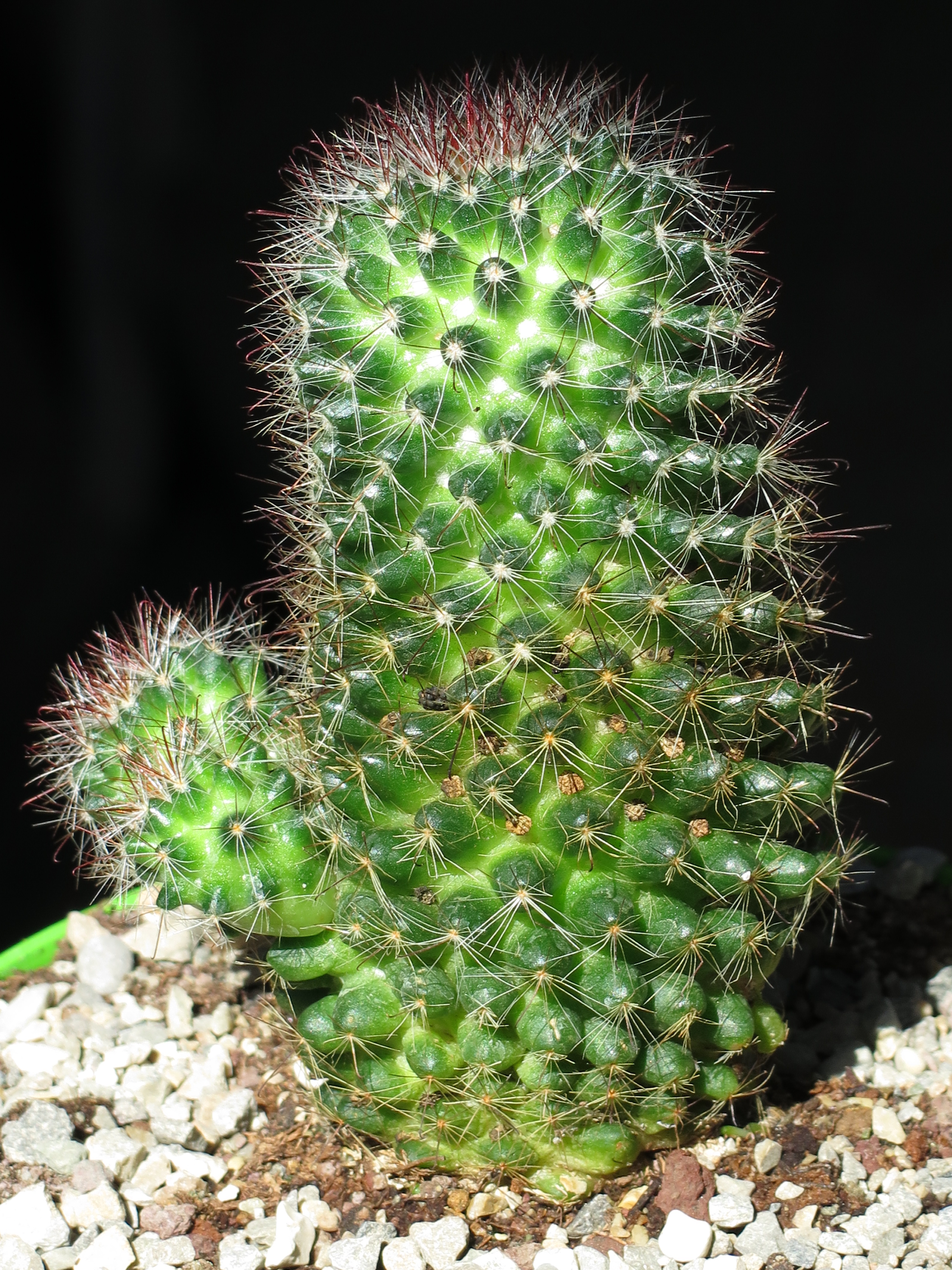